# Същински коне
Същинските коне (Equus) са род бозайници от семейство Коне (Equidae).
Таксонът е описан за пръв път от Карл Линей през 1758 година.

## Видове
- Equus africanus – Африканско диво магаре
- Equus burchellii – Степна зебра
- Equus ferus – Див кон
- Equus grevyi – Зебра на греви
- Equus hemionus – Кулан
- Equus kiang – Кианг
- †Equus namadicus
- †Equus neogeus
- Equus quagga – Равнинна зебра
- †Equus sivalensis
- Equus zebra – Планинска зебра